# Енциклопедія Дюни
«Енциклопедія Дюни» (англ. The Dune Encyclopedia) — книга, написана професором Віллісом Макнеллі і фанатами книги Френка Герберта «Дюна». У ній містяться статті, які допомагають краще розібратися у всесвіті Дюни. Книга не є канонічною, хоча Френк Герберт в передмові схвалив цю книгу; він сказав, що має інші погляди на деякі події і запропонував називати її «Альтернативним всесвітом Дюни». Енциклопедія була написана після виходу роману «Бог-Імператор Дюни» але до його продовжень, тому деякі статті в підсумку увійшли в протиріччя з розвитком сюжету.
Браян Герберт і Кевін Андерсон в своїх приквелах до «Дюни» теж не користувалися «Енциклопедією Дюни» вважаючи її фанфіком. У їхніх книгах є ряд суперечностей з енциклопедією. Незважаючи на це, багато фанатів «Дюни» схиляються радше до «Енциклопедії», ніж до приквелів Браяна Герберта.
Нормен Спінред у своїй книзі «Наукова фантастика в реальному світі» охарактеризував факт написання «Енциклопедії Дюни» як доказ певної естетичної респектабельності наукової фантастики, в рамках якої написана книга, «головним героєм» якої є створений світ, а сюжет і персонажі грають другорядну роль, при цьому сюжетна лінія добре інтегрована у псевдодокументальну енциклопедичну форму. Він порівнює цю книгу з роботами Набокова.